# Lista odcinków serialu animowanego Nowe przygody Kubusia Puchatka
Lista odcinków serialu animowanego Nowe przygody Kubusia Puchatka, który był emitowany w Telewizyjnej Jedynce od 22 marca 1992 roku do 01 sierpnia 1993 roku, a następnie od 06 kwietnia 1997 do 26 kwietnia 1998 roku. Emisja serialu została wznowiona 5 marca 2006 roku i trwała do 11 marca 2007 roku. Później był emitowany na Disney Junior i Puls 2 (premiera: 10 lutego 2016 roku), a także na Disney Channel. Obecnie jest dostępny na platformie Disney+.

## Opisy odcinków[1]

### Seria pierwsza
|            | Polski tytuł | Angielski tytuł                          |
| ---------- | --- | ---------------------------------------- |
|            | |                                          |
| Odcinek 1  | „Puchatek gra w filmie” | „Pooh Oughta Be In Pictures”             |
| Odcinek 1  | Kubuś Puchatek, Krzyś, Prosiaczek i Tygrys wybierają się do kina na film z potworami. W Stumilowym Lesie Krzyś postanawia, że sami nakręcą własny film. Tygrysek, gdy przymierza kostium ogromnej marchewki, przypadkiem blokuje suwak i uwięziony w przebraniu przeraża przyjaciół. Uważając, że straszliwe monstrum pożarło Tygryska, Kubuś, Prosiaczek i Królik próbują uratować przyjaciela, wymyślając swoje sposoby. |                                          |
|            | |                                          |
| Odcinek 2  | „Prawdziwy przyjaciel” | „Friend In Deed”                         |
| Odcinek 2  | Puchatek, jak to często bywa, wpada do Królika na małe co nieco. Ten jednak nie może już znieść niechcianego gościa, ponieważ jego zasoby miodu są ograniczone. Udaje więc przed Puchatkiem, że chce się wyprowadzić z domu. Puchatek, by odzyskać przyjaciela, próbuje zdobyć dla niego małe co nieco miodu. |                                          |
| Odcinek 2  | „Dzień Osiołka” | „Donkey for a Day”                       |
| Odcinek 2  | Prosiaczek martwi się, że Kłapouchy jest bardzo smutny. Wraz z Puchatkiem, Tygrysem, Królikiem, Maleństwem i Sową stara się go rozweselić. Niestety, ich próby przysparzają osiołkowi samych kłopotów. Okazuje się jednak, że ponura mina osiołka wcale nie oznacza jego smutku – ma on swój własny, piękny sposób na szczęście. |                                          |
|            | |                                          |
| Odcinek 3  | „Najlepszy kemping jest w domu” | „There’s No Camp Like Home”              |
| Odcinek 3  | Kubuś, Tygrys i Prosiaczek rozbijają namiot na polanie w lesie. Poszukują drewna na ognisko. Tygrysek wreszcie je znajduje, ale przypadkowo niszczy czyjś domek. Okazuje się, że ten domek należy do pana i pani Hefalumpów z kilkuletnim synem. Wieczorem przerażony Prosiaczek, słuchając strasznych opowieści Tygrysa, wybiega w las, a mały Hefalump… również. |                                          |
| Odcinek 3  | „Balonik” | „Balloonatics”                           |
| Odcinek 3  | Krzyś pożycza Puchatkowi balonik, który Puchatek wymienia z Królikiem na baryłkę miodu. Królik robi z balonika stracha na wrony. Prosiaczek, idąc do Królika, widzi balonik i przerażony ucieka do Tygryska, któremu następnie opowiada o strasznym potworze w ogrodzie Królika. Dzięki pomysłowi Tygryska Prosiaczek rzuca się na balonopotwora i ku nieszczęściu Królika z balonika ucieka powietrze. W nocy misiowi śni się koszmar, w którym sąd skarży go o zniszczenie balona. Królik i Prosiaczek słyszą krzyk Puchatka po jego koszmarze. Na końcu odcinka okazało się, że balonik nie jest pęknięty, lecz jest rozwiązany. Krzyś go nadmuchuje.                                        |                                          |
|            | |                                          |
| Odcinek 4  | „Znaleziątko” | „Find Her, Keep Her”                     |
| Odcinek 4  | Pewnego razu Kubuś, Tygrys, Królik i Prosiaczek ratują ze śnieżycy małego ptaszka o imieniu Kessie. Królik zostaje „tatą” pisklątka i opiekuje się nim przez cały rok, przez co bardzo się do niego przywiązuje. Przychodzi jednak czas, gdy mały ptaszek, nauczywszy się samodzielnie latać, musi opuścić swojego opiekuna. Królik nie chce, by Kessie nauczyła się latać. Bardzo przeżywa rozstanie z Kessie. |                                          |
|            | |                                          |
| Odcinek 5  | „Jak Prosiaczek był królem” | „The Piglet Who Would Be King”           |
| Odcinek 5  | Puchatek daje Prosiaczkowi w prezencie sprężynę. Widząc to, Królik i Tygrysek mówią Prosiaczkowi, że w dowodzie wdzięczności też powinien coś dać Puchatkowi. Prosiaczek przynosi malutką baryłeczkę miodu. Jednak przyjaciele mówią mu, że to za mało. Zdobycie miodu z ula i pożyczenie dużej ilości baryłek miodu od Sowy, Kangurzycy i Maleństwa też nie dają dobrych rezultatów. A więc Prosiaczek, Tygrys i Królik przemierzając dżunglę, wyruszają do krainy mlekiem i miodem płynącej. Spotykają tam prosiaczków pigmejów, którzy mianują Prosiaczka królem. |                                          |
|            | |                                          |
| Odcinek 6  | „Wielkie sprzątanie” | „Cleanliness is Next to Impossible”      |
| Odcinek 6  | Krzyś chce się bawić z Kubusiem, Prosiaczkiem i Tygrysem, ale mama mu nie pozwala, ponieważ ma pod łóżkiem i na podłodze stos rzeczy do sprzątania. Mama mówi Krzysiowi, że wszystkie te rzeczy, którymi on chce się bawić, kiedyś zaginęły. Krzyś dopiero wtedy dochodzi do wniosku, że musi w swoim pokoju sprzątać. Chcąc wyjść z przyjaciółmi na chwilę na dwór, wrzuca wszystkie rzeczy pod łóżko. Dziwnym trafem rzeczy pod łóżkiem znikają, potem znikają także: Prosiaczek, Puchatek, a potem Krzyś i Tygrysek. Przyjaciele znajdują się w Krainie Bałaganu. Krzyś i przyjaciele zmierzają się z Brudem i kredkami.                                                                     |                                          |
|            | |                                          |
| Odcinek 7  | „Wielki napad na miód” | „The Great Honey Pot Robbery”            |
| Odcinek 7  | Na Puchatka pada podejrzenie o kradzież miodu. Okazuje się jednak, że to nie miś jest winny. W okolicy grasują Hefalumpy i Wuzle. Puchatek, Tygrysek, Maleństwo i Prosiaczek postanawiają ich wytropić. Wkrótce złodziejami okazują się Hefalump Heff i Wuzel Stan oraz Wooster. Kubuś ma dobre serce i pokazuje, że jednak nie są tacy źli, a Wooster się zaprzyjaźnia z przyjaciółmi. |                                          |
|            | |                                          |
| Odcinek 8  | „Prążki” | „Stripes”                                |
| Odcinek 8  | Królik, Kubuś i Prosiaczek wykąpali Tygryska. Wszyscy się bardzo zdziwili, bo okazało się, że Tygrysek po kąpieli stracił prążki. Teraz zastanawia się, kim naprawdę jest. Nie czuje się dobrze w roli królika, misia ani świnki. Kłapouchy go jako jedyny rozpoznaje i pomaga mu wreszcie w znalezieniu tożsamości. |                                          |
| Odcinek 8  | „Najlepsza zabawka” | „Monkey See, Monkey Do Better”           |
| Odcinek 8  | Krzyś woła swoich przyjaciół trąbką. Kubuś, Tygrys, Królik i Prosiaczek myślą, że są urodziny Krzysia i przebierają się za prezenty. U Krzysia w domu dostrzegają jakąś paczkę. Gdy Królik otwiera ją z paczki, wyskakuje niesympatyczna małpa – Bruno, która chwali się, że jest najlepszą zabawką, jaką dziecko może dostać. Zwierzęta zakładają się z Brunem. |                                          |
|            | |                                          |
| Odcinek 9  | „Pod dobrą opieką” | „Babysitter Blues”                       |
| Odcinek 9  | Mama Krzysia gdzieś wychodzi. Krzysiem opiekuje się opiekunka, która każe mu iść spać. Krzyś nie spełnia tego polecenia i powoduje przez to sporo problemów. Następnie na początek zimy Krzyś idzie na dwór, bo spadł pierwszy zimowy śnieg, a potem idzie do Kangurzycy zająć się Maleństwem. Dopiero wtedy Krzyś dojrzewa i zaczyna rozumieć, jaką ciężką dolę mają opiekunowie dzieci. Na końcu odcinka Krzyś idzie do łóżka, a opiekunka rozpromienia się. Tym razem Krzyś wykonuje polecenie. Puchatek, Krzyś, Tygrysek i Prosiaczek szykują się do snu. |                                          |
|            | |                                          |
| Odcinek 10 | „Ile kosztuje ten Królik?” | „How Much Is That Rabbit In The Window?” |
| Odcinek 10 | Królik jest zły, ponieważ Prosiaczek, Tygrys i Kubuś przychodzą do niego tylko po to, żeby coś pożyczyć, a nigdy oni sami nic dla niego nie robią. Sytuację pogarsza Puchatek, który pożyczając miód od Królika, zaczepia łapką pełną miodu o kartki z kalendarza. W ten sposób mijają dni i kalendarz zatrzymuje się na 30, gdy są urodziny Królika. Królik, zmartwiony tym, że nikt z nim nie świętuje, odchodzi, ale nagle zostaje zabrany przez sprzedawcę i zostaje wystawiony w sklepie z zabawkami, gdzie zmierzy się ze złymi pluszakami. Puchatek, Krzyś, Prosiaczek i Tygrys ruszają go znaleźć. Na końcu odcinka Królik szczęśliwy świętuje urodziny, nawet nie złości się na wrony. |                                          |
|            | |                                          |
| Odcinek 11 | „Poleciało z wiatrem” | „Gone With The Wind”                     |
| Odcinek 11 | Pewnego wietrznego dnia Prosiaczek zostaje wywiany z domu. Latając od domu do domu, Prosiaczek odwiedza Puchatka, Królika, któremu niszczy mieszkanie, Kangurzycę z Maleństwem i Tygrysem, który przyszedł na naleśniki. Gdy wiatr kieruje go z powrotem do domu, Prosiaczek przyjmuje to ze strachem. Dla własnego bezpieczeństwa postanawia ukryć się pod fotelem i nigdy spod niego nie wychodzić. Przyjaciele szukają sposobu, jak go stamtąd wyciągnąć. Próbują się podkopać i urządzić przyjęcie i piknik, ale gdy Kubuś jest w tarapatach, Prosiaczek pokazuje, że się nie boi wiatru i ratuje go.                                                                                       |                                          |
| Odcinek 11 | „To tylko ząb” | „Nothing But the Tooth”                  |
| Odcinek 11 | Prosiaczek znajduje u Kubusia w domu jakiś ząb. Nie wiedząc, skąd się wziął, udają się do Królika, by się tego dowiedzieć. Królik sadzi zęba w swoim ogródku, ale wtedy ząb wpada do tunelu Gofera. Gdy przyjaciele po niego przychodzą, okazuje się, że Gofer trzymał ząb w słoiku w swojej pracowni, która, niestety, została obrabowana przez szczury. Przyjaciele idą go odzyskać. |                                          |
|            | |                                          |
| Odcinek 12 | „Prawo i łapa” | „Paw And Order”                          |
| Odcinek 12 | Wszyscy mieszkańcy organizują spektakl pod tytułem „Ballada o Szeryfie Prosiaczku”. Puchatek, Tygrysek, Prosiaczek, Kłapouchy i Królik rozprawiają się z bandą „konio-kradów”, a Gofer i Sowa to grajkowie. Najgroźniejszym przestępcą jest Wredny Jack. Porządku pilnuje Prosiaczek, który jest szeryfem. Wszyscy dzielnie walczą i w końcu dobro zwycięża. Prosiaczek dostaje medal za uratowanie miasta na Dzikim Zachodzie. |                                          |

### Seria druga
|            | Polski tytuł | Angielski tytuł                      |
| ---------- | --- | ------------------------------------ |
|            | |                                      |
| Odcinek 13 | „Miód dla królika” | „Honey For A Bunny”                  |
| Odcinek 13 | Gdy Królik robi wiosenne porządki, Tygrysek odwiedza go i oddaje mu jego książkę. Królik odstawia ją na półkę, jednak podpórka na książki w kształcie króliczka nie jest w stanie wytrzymać naporu książek i razem z nimi spada na ziemię. Królik z bólem postanawia wyrzucić podpórkę. Maleństwo znajduje ją na śmietniku i daje w prezencie Prosiaczkowi, a Prosiaczek przekazuje ją Puchatkowi. Gdy Królik odwiedza Puchatka, widzi swoją podpórkę i myśli, że jest to druga podpórka z kompletu, więc prosi Puchatka, by dał mu ją w zamian za pięć baryłek miodu. Królik próbuje zebrać miód, pomaga mu w tym Tygrys. Wkrótce Królik dowiaduje się, że zapłacił za własną podpórkę, którą wyrzucił i wpada w szał. |                                      |
| Odcinek 13 | „Pułapka” | „Trap As Trap Can”                   |
| Odcinek 13 | Tata Hefalump uczy syna Hefalumpa łapać małe leśne stworki w pułapkę. Niestety małemu Hefalumpowi niezbyt to wychodzi, przez co czuje się przygnębiony. Przyjaciele postanawiają poprawić mu humor i dają się złapać w pułapkę. |                                      |
|            | |                                      |
| Odcinek 14 | „Zamaskowany przestępca” | „The Masked Offender”                |
| Odcinek 14 | Krzyś czyta w łóżku opowieść o zamaskowanym mścicielu. Chciałby nim zostać Tygrysek. Przebiera się w domu Prosiaczka. Ten zostaje jego przybocznym. Obaj działają w tajemnicy. Najpierw uwalniają Królika od stracha na wrony, przez co wrony atakują jego ogród, potem zasypują Goferowi norę i ścinają dom Pana Sowy. Przyjaciele postanawiają uwolnić się od tajemniczego osobnika. Szykują „Nie wiadomo co”, z którym ma się rozprawić Tygrys. |                                      |
| Odcinek 14 | „Co się zdarzyło Prosiaczkowi nocą” | „Things That Go Piglet In The Night” |
| Odcinek 14 | Puchatek, Sowa, Królik, Prosiaczek i Tygrys huśtają się, a Kłapouchy ich obserwuje. Gofer każe im iść spać, bo jest późno. Idą do domu, by położyć się, ale prawie wszyscy nie mogą zasnąć, bo na dworze słychać jakieś dziwne odgłosy. Tygrysek postanawia przeprowadzić śledztwo, kto takie odgłosy wydaje. Prosiaczek przestraszony odgłosami i cieniem nieznajomego, ukryty pod poszewką od poduszki, wybiega z domu, aby ostrzec Puchatka. Kubuś myśli, że to duch i razem z Królikiem, Sową i Goferem idą zrobić mu „niespodziankę”. Odgłosy wydawał nie kto inny jak Kłapouchy, a Tygrys pomaga mu nauczyć się huśtać.                                                                                           |                                      |
|            | |                                      |
| Odcinek 15 | „Atak nieszczęść” | „Luck Amok”                          |
| Odcinek 15 | Tygrysek odwiedza Królika i przez przypadek tłucze jego lusterko. Królik mówi mu, że czeka go siedem lat nieszczęść, jednak Tygrysek uważa, że skoro było to lusterko Królika, to Królika czeka 7 lat nieszczęść. By go przed nimi bronić Tygrysek postanawia zostać jego ochroniarzem. |                                      |
| Odcinek 15 | „Czarodziejskie nauszniki” | „Magic Earmuffs”                     |
| Odcinek 15 | Puchatek i przyjaciele snowboardują na ślizgawkę, porywając przy tym lepiącego bałwana Prosiaczka. Przyjaciele postanawiają zagrać w hokeja. Tygrysek i Krzyś są kapitanami drużyn. Gdy Krzyś wybiera do drużyny Prosiaczka, ten odmawia udziału w grze, tłumacząc, że musi iść kosić trawnik. Jest to tylko wymówka, mająca ukryć fakt, że Prosiaczek nie umie jeździć na łyżwach. Gdy dowiadują się o tym jego przyjaciele, postanawiają go tego nauczyć. |                                      |
|            | |                                      |
| Odcinek 16 | „Życzenie misia” | „The Wishing Bear”                   |
| Odcinek 16 | Trwa zima. Krzyś z Puchatkiem wypowiadają życzenia do gwiazdki na niebie. Miś, oczywiście, prosi o miód. Otrzymuje go, ale w zamian musi wyrecytować wierszyk. Nie pamięta jednak tekstu. Przyjaciele mu pomagają. Następnie, wszyscy chcą wypowiedzieć własne życzenia. Gwiazdka jednak znika. Puchatek sam spełnia życzenia przyjaciół. Gdy niebo się rozchmurza, gwiazdka wraca. |                                      |
|            | |                                      |
| Odcinek 17 | „Król zwierząt” | „King of the Beasties”               |
| Odcinek 17 | Krzyś, Sowa, Prosiaczek, Kubuś i Kłapouchy rysują zwierzęta. Tygrysek się temu przygląda i postanawia, że zostaje królem „Tygrysopolis”. Broni przyjaciół przed „Jagularem”, którego sam zrobił z rzeczy, które ukradł królikowi. Królik odkrywa podstęp i zabiera własność z powrotem i wymyśla drugiego Jaguara. Wszystko się wyjaśnia, a Tygrysek obiecuje, że nie będzie więcej straszył ani oszukiwał przyjaciół. |                                      |
| Odcinek 17 | „Nieproszeni goście” | „The Rats Who Came To Dinner”        |
| Odcinek 17 | Banda szczurów – złodziei ukrywa się przed burzą u Puchatka. Kradną wszystkie rzeczy w okolicy. Cały Stumilowy las grozi zalaniem. Puchatek uczy szczurów przyjaźni. Na koniec okazuje się, że szczury nie kradną rzeczy dla siebie, tylko ukryły je przed powodzią. Puchatek urządza przyjęcie na ich cześć. |                                      |
|            | |                                      |
| Odcinek 18 | „Mój bohater” | „My Hero”                            |
| Odcinek 18 | Prosiaczek ratuje Tygryska, który wpadł do wody. Ten jest mu za to bardzo wdzięczny. Oferuje pomoc i opiekę, ale wynikają z tego same kłopoty. |                                      |
| Odcinek 18 | „Sowie pióra” | „Owl Feathers”                       |
| Odcinek 18 | Przyjaciele, idąc przez las, zbierają czyjeś pióra. Prosiaczek zostaje magikiem i próbuje magicznych sztuczek. Sowa wchodzi spór z kaczkami i przez to upada cała w piórach. Dochodzą do wniosku, że Sowa łysieje. Ta jest tym bardzo zmartwiona, boi się, że już nigdy nie będzie mogła latać. Dzięki zaklęciu Prosiaczka Sowa uwierzyła w siebie i znów wzleciala ponad chmury. Na szczęście okazuje się, że pióra pochodzą z podartej poduszki Krzysia. |                                      |
|            | |                                      |
| Odcinek 19 | „Wielkie, małe zwierzątko” | „A Very, Very Large Animal”          |
| Odcinek 19 | Prosiaczek martwi się, że jest mały. Przyjaciele pocieszają go, jak potrafią, ale bezskutecznie. Prosiaczek wyprowadza się z domu. Dopiero po spotkaniu z mrówkami uświadamia sobie, że najważniejsze jest wielkie serce. Na końcu odcinka po tym, jak mrówki go pocieszyły, Prosiaczek przychodzi do reszty grupy na jego przyjęcie powitalne. |                                      |
| Odcinek 19 | „Jak ryba bez wody” | „Fish Out of Water”                  |
| Odcinek 19 | Ławica pstrągów zaczyna wędrówkę w górę rzeki, dokładnie przez dom Gofera. Ten przenosi się do Królika. Gospodarz nie jest jednak zachwycony nowym lokatorem. Aby się od niego uwolnić, postanawia wraz z Puchatkiem, Prosiaczkiem i Goferem iść na łowy, a potem zrobić deszcz, by pstrągi wypłynęły z tuneli. Pomoże im tym Kłapouchy – ekspert od chmur. |                                      |
|            | |                                      |
| Odcinek 20 | „Buty Tygryska” | „Tigger’s Shoes”                     |
| Odcinek 20 | Królik uprawia ogród i prosi więc Tygryska, by nie brykał. Namawia go do przeskoczenia bardzo zamkowej góry, ale Tygrysek nie może. Królik robiąc mu żart, ofiarowuje mu specjalne buty do skakania pełne żelastwa, które wcale w tym nie do końca pomagają. Na końcu odcinka Królik mdleje, któremu Tygrysek powie, że to na pewno ze wzruszenia. |                                      |
| Odcinek 20 | „Niestraszne ciemności” | „Lights Out”                         |
| Odcinek 20 | Wściekły Królik przychodzi wieczorem do Puchatka po łopatę, którą mu pożyczył i przy okazji obwinia go o pożyczanie różnych rzeczy i nieoddawanie ich. W trakcie nocnej pracy musi pożyczyć od Gofera kask z lampą i zapomina go oddać. Gofer rano odkrywa, że nie ma kasku i martwi się, jak sobie poradzi. Puchatek myśląc, że to on pożyczył kask i zapomniał, idzie pod ziemię szukać kasku. Inni też pomagają w poszukiwaniach. Na końcu odcinka Gofer jest szczęśliwy, że kask zostaje odnaleziony. Niestety Królik mdleje. Puchatek musi spróbować sięgnąć po miód, ale niestety Królik po raz kolejny odmawia pożyczania. Na szczęście Królik pozwoli misiowi wziąć baryłkę miodu.                              |                                      |
|            | |                                      |
| Odcinek 21 | „Nowy Kłapouchy” | „The New Eeyore”                     |
| Odcinek 21 | Przyjaciele organizują przyjęcie dla Kłapouchego. Osiołek nie bardzo wie, jak powinien zachować się na przyjęciu. Tygrysek uczy Kłapouchego dobrej zabawy. Radzi przyjacielowi, aby witał się ze wszystkimi, uśmiechał się i „brykał”. Osiołek bardzo dosłownie traktuje rady przyjaciela i zaczyna zachowywać się tak jak Tygrys. |                                      |
| Odcinek 21 | „Tygrysek detektywem” | „Tigger, Private Ear”                |
| Odcinek 21 | Tygrysek znajduje zagubione okulary sowy i postanawia zostać detektywem. Problem w tym, że brakuje mu klientów. Tygrysek jest jednak bardzo pomysłowy i sam dostarcza sposobności do prowadzenia śledztwa. |                                      |
|            | |                                      |
| Odcinek 22 | „Zgodnie z planem” | „Party Poohper”                      |
| Odcinek 22 | Królik wydaje przyjęcie. Przygotowuje plan imprezy i uważnie kontroluje jego realizację. Nagle przybywają jego krewni - masa króliczków. Powstaje straszny rozgardiasz. Plan okazuje się mało skuteczny. Królik dochodzi do wniosku, że plan nie jest istotny, ważniejszy jest dobry humor. Na końcu odcinka w domu jest porządek, a Kubuś i przyjaciele są na imprezie. |                                      |
| Odcinek 22 | „Zamienione Maleństwo” | „The Old Switcheroo”                 |
| Odcinek 22 | Maleństwo ucieka przed kąpielą. Tygrysek, próbując pomóc Maleństwu wymigać się od obowiązku, wymyśla chytry plan – podkłada na miejsce kangurzątka Prosiaczka. |                                      |
|            | |                                      |
| Odcinek 23 | „Ja i mój cień” | „Me And My Shadow”                   |
| Odcinek 23 | Prosiaczek spaceruje po lesie, szukając towarzysza do zabawy. Nikt nie ma dla niego czasu, wraca więc do domu i bawi się z cieniem. Widząc to, przyjaciele zapraszają go do zabawy, ale wówczas cień znika. Prosiaczek idzie go znaleźć. |                                      |
| Odcinek 23 | „Czkawka przechodnia” | „To Catch A Hiccup”                  |
| Odcinek 23 | Prosiaczek zaprasza Kubusia na obiad. Nagle dostaje dokuczliwej czkawki. Przyjaciele próbują mu pomóc, wymyślając różne sposoby. Tygrys powie, że czkawka jest tchórzliwa. |                                      |
|            | |                                      |
| Odcinek 24 | „Skarb piratów” | „Rabbit Marks The Spot”              |
| Odcinek 24 | Przyjaciele, bawiąc się w piratów, zdemolowali Królikowi ogródek, gdzie szukali skarbu. Królik postanawia ich ukarać. Przygotowuje podstęp, skarb pełny kamieni, list w butelce i zmyśla legendę o swoim przodku piracie. List zawiera mapę prowadzącą do skarbu. Zwierzątka docierają na miejsce, ale nie mogą jej otworzyć. Królikowi śni się koszmar, w którym wszyscy są rozczarowani zawartością skrzyni i przestają go lubić. Postanawia odzyskać skrzynię zanim przyjaciele ją otworzą. Gdy jednak ją otwierają są bardzo wdzięczni, bo kamienie mogą im się przydać. |                                      |
| Odcinek 24 | „Pożegnalne przyjęcie” | „Good-Bye, Mr. Pooh”                 |
| Odcinek 24 | Puchatek wywozi baryłki po miodzie na śmietnik, przez co przyjaciele omyłkowo myślą, że się wyprowadza i postanawiają mu zrobić przyjęcie pożegnalne. Puchatek na chwilę opuszcza swoje mieszkanie. Pod jego nieobecność wprowadza się Kłapouchy. Kubuś postanawia wprowadzić się do Prosiaczka, ale nie jest im razem dobrze, Prosiaczek nie może spać. Puchatek wie, jak dobrze ma się w swoim domu. |                                      |
|            | |                                      |
| Odcinek 25 | „Szukanie dziury w lesie” | „Bubble Trouble”                     |
| Odcinek 25 | Gofer podczas zmagań z wichurą gubi wejście (dziurę) do swojej norki. Tymczasem Puchatek przypadkowo zostaje uwięziony w ogromnej bańce mydlanej zrobionej przez Tygryska. Królik zaprasza na wykład o fasolach. Przyjaciele wymyślają sposoby, żeby go uwolnić, ale niestety bez skutku. Podczas deszczowej pogody Gofer odzyska otwór, przez który Puchatek wydostaje się z bańki. Następnie cały i zdrowy Puchatek przychodzi do Królika, Tygrysa i Prosiaczka na wykład o fasolach. |                                      |
| Odcinek 25 | „Dzień Prosiaczka” | „GroundPiglet Day”                   |
| Odcinek 25 | Tygrysek chciałby pojeździć na nartach, nie ma jednak śniegu. Udaje się więc z Puchatkiem i Prosiaczkiem do Królika. Gdy wchodzą do jego domku, wpuszczają wiatr i przez przypadek wywiewają kartki z kalendarza. Wszyscy są przekonani, że jest 2 lutego i Dzień Świstaka, choć tak naprawdę jest początek listopada. Prosiaczek udaje świstaka, który przepowiada rychłe nadejście wiosny. Na drugi dzień spada śnieg i Królik ma pretensje do Prosiaczka. Prosiaczek idzie szukać prawdziwego świstaka, a Królik za nim. Na końcu odcinka Królik powie przyjaciołom, że jest 13 dzień listopada. |                                      |

### Seria trzecia
|            | Polski tytuł | Angielski tytuł                        |
| ---------- | --- | -------------------------------------- |
|            | |                                        |
| Odcinek 26 | „Kraina spełnionych życzeń” | „All’s Well That Ends Wishing Well”    |
| Odcinek 26 | Kubuś, Prosiaczek, Kłapouchy i Królik idą do studni życzeń w Stumilowym Lesie, do której wrzucają monety i wypowiadają życzenia. Kubuś życzy sobie, żeby jego urodziny były częściej. Wtedy Tygrys zastanawia się nad swoimi urodzinami i smuci się, bo nigdy nie obchodził urodzin. Prosiaczek pociesza go mówiąc że zrobią mu urodziny. Tygrys wymyśla mnóstwo życzeń. Kiedy trwa przyjęcie, Tygrys się załamuje, bo nie dostaje od przyjaciół tego czego chciał. Kubuś postanawia znaleźć dla niego księżyc. Przez przypadek wpada do studni. Potem idą za nim Tygrys Królik i Prosiaczek. Studnia okazuje się być magiczna i przyjaciele trafiają do Krainy Spełnionych Życzeń, w której spełnia się każde życzenie Tygrysa. Niestety, Tygrys musi wybrać pomiędzy prezentami a przyjaciółmi. |                                        |
|            | |                                        |
| Odcinek 27 | „Dnia Zakochanych nie będzie / Kubuś i przyjaciele odwołują Walentynki” | „Un-Valentines Day”                    |
| Odcinek 27 | Królik zbiera zwierzęta i oświadcza im, że w tym roku w celu uniknięcia kłopotów, które wystąpiły w latach ubiegłych, mieszkańcy lasu nie będą obchodzić walentynek. Wszyscy zgodnie przyjmują to postanowienie. W oznaczonym dniu ktoś pierwszy wysyła walentynkę. Otrzymuje ją Puchatek. Niebawem rusza lawina upominków walentynkowych. Przyjaciele uznali, że rozpoczął ją Krzyś. Przyjaciele wystawiają więc dla niego sztukę teatralną, "Króliczą Walentynkę". Mimo katastrofy, Krzysiowi przedstawienie się spodobało i uznał to za śmieszny kabaret. Na koniec okazało się, że walentynkę dla Kubusia podarował Kłapouchy. |                                        |
|            | |                                        |
| Odcinek 28 | „Forteca nie do zdobycia” | „No Rabbit’s A Fortress”               |
| Odcinek 28 | Królikowi znowu zdemolowano ogród. Zdenerwowany postanowił zbudować fortecę i odizolować się od przyjaciół. Wkrótce jednak przekonał się, że samotność nie jest przyjemna, ale nie mógł się wydostać z twierdzy, bo zapomniał zrobić drzwi. Przyjaciele postanawiają go wyciągnąć na różne spodoby. Na końcu odcinka Królik, który wcześniej wydostał się z fortecy, dostał prezent – Detonator na skoczku Pogo. Królik zamierzał skakać na tym skoczku, ale niestety wybuch wyrzucił Tygryska, Puchatka i Prosiaczka. Królik mówił, że ogród zostaje stracony, a wokół niego wylądowały wszystkie marchewki. |                                        |
| Odcinek 28 | „Potwór Puchatekstein” | „The Monster FrankenPooh”              |
| Odcinek 28 | Tygrysek poprosił Prosiaczka, aby opowiedział mu i Królikowi oraz Goferowi straszną historię. Prosiaczek chciał opowiedzieć miłą opowieść, ale Tygrys bardziej rozwijał straszny wątek i Prosiaczek był coraz bardziej przerażony opowieścią. |                                        |
|            | |                                        |
| Odcinek 29 | „Co ma się znaleźć, nie zginie” | „Where, Oh, Where Has My Piglet Gone?” |
| Odcinek 29 | Puchatek bezskutecznie poszukuje młotka, który pożyczył od Królika. Zaginął również Prosiaczek. Tymczasem okazuje się, że zaginiony sam się ukrył w lesie, żeby w samotności ćwiczyć śpiew. |                                        |
| Odcinek 29 | „Byle wyżej” | „Up, Up, and Away”                     |
| Odcinek 29 | Puchatek marzy o lataniu. Sowa oświadczyła, że jest to możliwe, ale tylko wtedy, kiedy miś złamie prawo ciążenia. Kiedy Puchatkowi udało się wreszcie wzbić w powietrze, wszyscy byli przekonani, że złamał prawo, ale w innym znaczeniu. |                                        |
|            | |                                        |
| Odcinek 30 | „Sprawa ogona Kłapouchego” | „Eeyore’s Tail Tale”                   |
| Odcinek 30 | Kłapouchy pokłócił się ze swoim ogonem i postanowił się z nim rozstać. Przypadkowo ogon wpada w ręce Królika, który wykorzystuje go w walce ze szkodnikami. Później Kłapouchy dochodzi do wniosku, że jednak lepiej byłoby odzyskać ogon. Tygrysek, prywatny detektyw obiecuje mu pomóc w znalezieniu go. |                                        |
| Odcinek 30 | „Trzy małe prosiaczki / Trzy małe świnki” | „The Three Little Piglets”             |
| Odcinek 30 | Kubuś opowiada przyjaciołom bajkę o trzech małych prosiaczkach, ale coś im nie za bardzo wychodzi i każdy wszystko miesza. |                                        |
|            | |                                        |
| Odcinek 31 | „Nagroda Prosiaczka” | „Prize Piglet”                         |
| Odcinek 31 | Prosiaczek przypadkowo zostaje uznany za wspaniałego sportowca. Chciałby wyjaśnić nieporozumienie, ale jest już za późno. Zwierzątka organizują wielki wyścig. Biorą w nim udział Królik, Tygrys, Gofer i Kłapouchy. Sędzią jest Pan Sowa, a Kubuś dopinguje. Prosiaczek nie dociera jednak pierwszy na metę, ale jak zwykle okazuje wielkie serce i ratuje przyjaciół z bagna. |                                        |
| Odcinek 31 | „Przyspieszanie Puchatka” | „Fast Friend”                          |
| Odcinek 31 | Puchatek jak zwykle spóźnia się na ćwiczenia strażackie. Przyjaciele postanawiają przyspieszyć powolne działania misia. |                                        |
|            | |                                        |
| Odcinek 32 | „Puchatkowy Księżyc” | „Pooh Moon”                            |
| Odcinek 32 | Puchatek i przyjaciele przygotowują się do snu na łonie natury. Puchatek zastanawia się, czy na Księżycu jest miód. Wszyscy rozmawiają o zjawie „Mam cię”, strasząc się wzajemnie. Nagle Puchatek i Prosiaczek znikają. Zwierzątka podejrzewają, że przyjaciele zostali schwytani przez zjawę. Tymczasem Puchatek i Prosiaczek myślą, że chodzą po Księżycu i szukają miodu. |                                        |
| Odcinek 32 | „Kiedy wejdziesz między wrony, musisz krakać tak jak one” | „Caws and Effect”                      |
| Odcinek 32 | Zbliża się dzień zbiorów w ogródku Królika. Puchatek pomaga mu uchronić warzywa przed podstępnymi wronami. |                                        |
|            | |                                        |
| Odcinek 33 | „Tajemnicza butelka” | „Oh, Bottle!”                          |
| Odcinek 33 | Prosiaczek niespodziewanie wyławia butelkę z wiadomością. Chciałby dowiedzieć się, co jest w liście. Niestety, butelkę kradną szczury. Wreszcie przyjaciele odzyskują ją i rozszyfrowują wiadomość. Spieszą na ratunek Krzysiowi. Okazuje się jednak, że chłopiec nie znalazł się w tarapatach. |                                        |
| Odcinek 33 | „Zjazd rodzinny” | „Owl in the Family”                    |
| Odcinek 33 | Pan Sowa jest smutny, bo Królik powiedział, że jego Krewni nie istnieją. Puchatek i Prosiaczek pomagają zorganizować zjazd rodzinny. Nie obejdzie się jednak bez przeszkód. Kubuś uznaje wrony za krewnych. W końcu prawdziwi krewni przybywają. Pan Sowa jest bardzo szczęśliwy. |                                        |
|            | |                                        |
| Odcinek 34 | „Niby Puchatek” | „Sham Pooh”                            |
| Odcinek 34 | Puchatek traci apetyt. Wszyscy zastanawiają się, co się stało z prawdziwym Kubusiem. Tygrysek zamierza odnaleźć apetyt misia. W dodatku zwierzęta tracą tożsamość. Prosiaczek okazuje się Goferem, a Sowa Puchatkiem. Tymczasem Puchatek wpada do drzewa miodowego i tam odzyskuje ochotę na jedzenie. |                                        |
| Odcinek 34 | „Sen nie sen” | „Rock-A-Bye Pooh Bear”                 |
| Odcinek 34 | Prosiaczek, dręczony koszmarnym snem, boi się ponownie zasnąć. Przyjaciele pomagają mu pokonać strach. |                                        |
|            | |                                        |
| Odcinek 35 | „Jaki wynik, Puchatku?” | „What’s the Score, Pooh?”              |
| Odcinek 35 | Przyjaciele grają w piłkę. Puchatek zostaje sędzią. |                                        |
| Odcinek 35 | „Przyjaciel Tygryska” | „Tigger’s Houseguest”                  |
| Odcinek 35 | Tygrysek chciałby się pobawić. Puchatek jest zajęty myciem baryłki po miodzie, Królik pracą w ogródku, a Prosiaczek przygotowaniem spisu prezentów świątecznych. Wszyscy więc odmawiają mu towarzystwa. Tygrysek czuje się bardzo samotny. Znajduje sobie w takiej sytuacji nowego przyjaciela. Jak się okazuje, jest nim wielki szkodnik lasu – termit. |                                        |
|            | |                                        |
| Odcinek 36 | „Wakacje Królika” | „Rabbit Takes a Holiday”               |
| Odcinek 36 | Królik nie chce się bawić, choć Tygrysek i przyjaciele usilnie go zapraszają. W domu i ogrodzie jest porządek, ale Królik ciągle wynajduje sobie zajęcie. Wreszcie dochodzi do wniosku, że naprawdę nie ma niczego do roboty i postanawia wyjechać na wakacje. W drodze powrotnej martwi się, że dom zostawił w idealnym porządku i nie będzie miał co robić. Obawia się, że grozi mu nuda. |                                        |
| Odcinek 36 | „Najlepszy ogrodnik” | „Eeyi Eeyi Eeyore”                     |
| Odcinek 36 | Kłapouchy bardzo chce sprawdzić się w roli ogrodnika. Prosiaczek przychodzi mu z pomocą. |                                        |
|            | |                                        |
| Odcinek 37 | „Puchatkowe niebo” | „Pooh Skies”                           |
| Odcinek 37 | Puchatek martwi się, że uszkodził niebo. Zwierzęta, obawiając się, że spadnie im ono na głowy, szukają schronienia u Gofera. Ten ostatni i Puchatek postanawiają ratować sytuację i wyruszają, by naprawić uszkodzoną część nieba. Na końcu odcinka Królik powie przyjaciołom, że niebo zostaje naprawione i organizuje przyjęcie. |                                        |
|            | |                                        |
| Odcinek 38 | „Albo my, albo wy” | „To Bee or Not to Bee”                 |
| Odcinek 38 | Zwierzęta opowiadają Krzysiowi przygodę z pszczołami. Wszystko się zaczęło rankiem, kiedy Puchatek, obudziwszy się, chciał zjeść trochę miodu. Niesforna pszczoła nie pozwoliła mu jednak spożyć śniadania. Puchatek przeprowadził się do Prosiaczka, ale i tam pszczoła go odnalazła. Dotarła również do domu Królika i Tygryska. Wkrótce sprowadziła też posiłki. |                                        |
| Odcinek 38 | „Prima Aprilis” | „April Pooh”                           |
| Odcinek 38 | Krzyś przygotował przyjaciołom niespodzianki prima aprilisowe. Tygrysek został biedronką, Prosiaczka zalała woda, a Królika zabrała olbrzymia marchew, która wyrosła w jego ogrodzie. |                                        |
|            | |                                        |
| Odcinek 39 | „Rycerz bez lęku” | „A Knight to Remember”                 |
| Odcinek 39 | Na zewnątrz szaleje burza. Tygrysek proponuje przyjaciołom zabawę na strychu. Królik zaproponował, by zagrać w szachy. Znajdują szachownicę. Szachy nie są jednak kompletne. Brakuje paru figur. Puchatek wpada na pomysł, aby sami zastąpili brakujące figury. Puchatek zostaje królem, Prosiaczek rycerzem, Tygrysek skoczkiem, Królik czarnoksiężnikiem, a Kłapouchy smokiem. Prosiaczek jednak za bardzo boi się zagrania swej roli, więc chowa się w kufrze, gdzie śni mu się sen o tym, że musi pokonać strasznego smoka. |                                        |

### Seria czwarta
|            | Polski tytuł | Angielski tytuł                     |
| ---------- | --- | ----------------------------------- |
|            | |                                     |
| Odcinek 40 | „Tygrysek matką wynalazków” | „Tigger Is the Mother of Invention” |
| Odcinek 40 | Nadchodzi zima. Przyjaciele odśnieżają podwórko. Bardzo się przy tym męczą. Królik marzy, żeby ktoś wynalazł maszynę do odśnieżania. Tygrysek podejmuje wyzwanie. Całkowicie pochłonięty pracą w ogóle nie wychodzi z domu. Wreszcie kończy dzieło. |                                     |
| Odcinek 40 | „Polowanie na robaka / Doświadczenie naukowe” | „The Bug Stops Here”                |
| Odcinek 40 | Kangurzyca i Sowa proszą Puchatka o opiekę nad dziećmi. Puchatek i maluchy idą do Krzysia. Chłopiec właśnie pracuje nad nowym wynalazkiem. Wkrótce potem zjawiają się pozostali przyjaciele. Zaglądają do wnętrza pudełka, które zbudował Krzyś i uwalniają zamkniętego tam robaka. |                                     |
|            | |                                     |
| Odcinek 41 | „Dziadziusiowy tunel / Łatwo przyszło, łatwo poszło” | „Easy Come, Easy Gopher”            |
| Odcinek 41 | Gofer marzy, aby zrealizować zamysł dziadka i wykopać tunel. Rozpisuje na tablicy równanie budowy „podstawowego tunelu”, korzystając z zapisków przodków. Łakomy Puchatek plami tablicę miodem. Powstaje luka w równaniu. Króliczek wpisuje przypadkowe liczby, żeby je uzupełnić. Gofer przystępuje do kopania tunelu. Nie jest to jednak wcale takie proste.                                   |                                     |
| Odcinek 41 | „Sprawcy porwania Puchatka” | „Invasion of the Pooh Snatcher”     |
| Odcinek 41 | Tygrysek z nudów wprowadza atmosferę strachu wśród przyjaciół. Straszy kolejno Puchatka, Prosiaczka i Króliczka. W końcu sam boi się wyimaginowanego „Jagulara”. |                                     |
|            | |                                     |
| Odcinek 42 | „Tygrys bez języka” | „Tigger Got Your Tongue?”           |
| Odcinek 42 | Prosiaczek maluje portret Puchatka. Nagle obraz znika. Tygrysek twierdzi, że ukradł go tajemniczy „Nikt”. Wkrótce Tygrysek traci głos, a Królikowi znikają warzywa z ogródka. Wszyscy szukają tajemniczego złodziejaszka. |                                     |
| Odcinek 42 | „Ptak w garści” | „A Bird in the Hand”                |
| Odcinek 42 | Królik robi porządki. Przygotowuje się na przyjęcie Kessie, malutkiego ptaszka, którego kiedyś przygarnął. Planuje przygotować pierniki i inne smakołyki na przyjęcie ulubieńca. |                                     |
|            | |                                     |
| Odcinek 43 | „Pomyłka, proszę się nie bać” | „Sorry Wrong Slusher”               |
| Odcinek 43 | W wietrzną noc mama Krzysia prosi chłopca, żeby nie oglądał w telewizji horrorów. Chłopiec jednak wchodzi do salonu i włącza telewizor. Zastaje tam już Puchatka, Prosiaczka i Tygryska. Wszyscy chętnie oglądają telewizję. Wkrótce potem przeżywają przygodę ze „straszycielem”, który okazuje się być Skippy. Na szczęście okazuje się, że był to tylko bardzo zły sen.                       |                                     |
|            | |                                     |
| Odcinek 44 | „Prawdziwych przyjaciół pamięta się zawsze” | „Grown But Not Forgotten”           |
| Odcinek 44 | Przyjaciele udają się do Krzysia, z trudem go rozpoznają. Chłopiec jest odświętnie ubrany, wkrótce ma iść na przyjęcie do koleżanki. Nie jest jednak z tego faktu bardzo zadowolony. Mama nalega, żeby jednak poszedł. Przyjaciele uświadamiają sobie, że Krzyś staje się dorosły i wkrótce mogą go stracić jako przyjaciela.                                                                    |                                     |
|            | |                                     |
| Odcinek 45 | „Puchatkowe popołudnie” | „A Pooh Day Afternoon”              |
| Odcinek 45 | Krzyś chciałby mieć psa. Sąsiedzi właśnie wyjeżdżają na parę dni z domu. Mama Krzysia obiecuje, że kupi pieska, jeśli chłopiec właściwie zaopiekuje się czworonogiem sąsiadów. Krzyś bardzo się stara. Pomagają mu Kubuś Puchatek i przyjaciele. |                                     |
|            | |                                     |
| Odcinek 46 | „Kto pożycza ten pyta” | „The Good, The Bad And The Tigger”  |
| Odcinek 46 | Krzyś i przyjaciele bawią się kolejką. Chłopiec idzie na obiad, a Puchatek i Tygrysek sami uruchamiają kolejkę. Akcja przenosi się na Dziki Zachód. Tygrysek i Puchatek jako kowboje porywają pociąg. Do akcji wkracza Prosiaczek w roli szeryfa. Pomagają mu zaprowadzić porządek jego zastępcy Królik i Kłapouchy.                                                                             |                                     |
|            | |                                     |
| Odcinek 47 | „Tam Twój dom, gdzie Twój dom” | „Home Is Where The Home Is”         |
| Odcinek 47 | Krzyś ma posprzątać pokój. Mama prosi chłopca, aby ostrożnie obchodził się z popiersiem dziadka Eustachego. Przyjaciele pomagają chłopcu w porządkach. Niestety, rzeźba tłucze się na kawałki. Zwierzątka kolejno próbują skleić rodzinną pamiątkę Krzysia, ale bez skutku. Chłopiec boi się reakcji mamy. Zaniepokojony wychodzi z domu. Postanawia poszukać sobie nowego miejsca zamieszkania. |                                     |
|            | |                                     |
| Odcinek 48 | „Kop łopato, dam ci wszystko za to” | „Shovel, Shovel, Toil And Trouble”  |
| Odcinek 48 | Gofer otrzymuje przesyłkę: automatyczno-ręczną koparkę. Kopiąc tunel, uprzykrza jednak życie przyjaciołom. Prosiaczek wykrada więc uciążliwe urządzenie. Dopiero kiedy Gofer dowiaduje się, jak wiele kłopotu sprawia innym, postanawia zrezygnować z ręcznej koparki. |                                     |
| Odcinek 48 | „Mądre rady na wszystko” | „The Wise Have It”                  |
| Odcinek 48 | Prosiaczek ma problemy z pamięcią. Tymczasem na urodziny Puchatka przyjaciele przygotowują tort ze świeczkami. Świeczek jest bardzo dużo. Sądząc po ich liczbie, można pomyśleć, że Puchatek jest bardzo stary i mądry. |                                     |
|            | |                                     |
| Odcinek 49 | „Chmurko, chmurko uciekaj / Chmurko, chmurko, zmykaj” | „Cloud, Cloud Go Away”              |
| Odcinek 49 | Tygrysek uczy Puchatka „brykać”. Przeszkadza im jednak mała chmurka. Przekomarza się ze zwierzątkami i spuszcza na Tygryska deszcz. |                                     |
| Odcinek 49 | „Wielkie marzenie” | „To Dream The Impossible”           |
| Odcinek 49 | Do Gofera przybywa dziadek z zamiarem budowy podziemnego miasta. Budową zajmuje się gospodarz, a krewny odpoczywa. |                                     |
|            | |                                     |
| Odcinek 50 | „Igraszki z Puchezją” | „Piglet’s Poohetry”                 |
| Odcinek 50 | Prosiaczek tworzy wiersz o łące. Tygrysek go poprawia. Prosiaczek nie jest jednak z tego zadowolony. Zaprasza wszystkich do domku na odczyt wiersza. Tygrysek znowu przerabia tekst. Spotyka go za to kara. |                                     |
| Odcinek 50 | „Wszystko dobre, co Sowie dobrze wychodzi” | „Owl’s Well That Ends Well”         |
| Odcinek 50 | Sowa denerwuje przyjaciół śpiewem. Prosiaczek udziela jej kilku lekcji. Tygrysek z Królikiem przygotowują tymczasem pułapkę na wrony złodziejki. Ani pierwszym, ani drugim nic nie wychodzi. |                                     |